# Север Гансовски
Север Феликсович Гансовски е руски писател на научна фантастика.

## Биография и творчество
Роден е в Киев. Баща му е поляк. Преди 1941 г. работи като товарач, учител, матрос и др. През 1941 г. заминава на фронта като доброволец. Там той е снайперист и разузнавач. През времето, прекарано на фронта, той е раняван тежко, което не му позволява след завръщането си да се занимава с физическа работа.
След края на войната той завършва филология в Ленинградския държавен университет. С литература се занимава професионално след 1950 г., а с научна фантастика след 1960 г. Първото му произведение в този жанр е разказът „Гость из каменного века“.
Носител е на наградата „Аелита“.

## Произведения

### Повести и разкази
- „ПМ-150“
- ...И медные трубы
- Башня
- Винсент ван Гог (Винсент Ван Гог)
- Восемнадцатое царство
- Голос
- Гость из каменного века
- Двое
- Демон истории
- День гнева (Денят на гнева)
- Дом с золотыми окошками
- Доступное искусство
- Зверек
- Идет человек
- Кристалл
- Мечта
- Миша Перышкин и Антимир
- Младший брат человека
- Млечный путь (Млечният път)
- Не единствено сущие
- Но если...
- Новая сигнальная (Нова сигнална)
- Операция
- Ослепление Фридея
- Побег (Бягство)
- Полигон (Полигон)
- Пробуждение (Пробуждане)
- Соприкосновение
- Спасти декабра!
- Стальная змея
- Таньти
- Три шага к опасности
- Хозяин бухты (Господарят на залива)
- Часть этого мира
- Человек, который сделал Балтийское море (Човекът, който направи Балтийско море)
- Черный камень (Черният камък)
- Чужая планета
- Шаги в неизвестное
- Шесть гениев
- Электрическое вдохновение (Електрическо вдъхновение)